# Xavier Lelièvre
Pour les articles homonymes, voir Lelièvre.
Xavier Charles Eugène Lelièvre (14 novembre 1805 - 22 août 1876, à Namur) est un avocat et un homme politique belge, de tendance d'abord libérale modérée, puis catholique.

## Biographie
Xavier Lelièvre est issu d'une famille de juristes : un grand-père et un oncle sont notaires, son père est avocat.
Il fréquente l'athénée de sa ville natale, puis l'université de Louvain où il décroche un titre de docteur en droit (1826).

### Carrière professionnelle et politique
Inscrit au barreau de Namur à partir de 1828, il collabore au Courrier de la Sambre, un quotidien local de sensibilité libérale anti-orangiste.
Au lendemain des Journées de septembre, le gouvernement provisoire du nouvel État belge lui confie une suppléance au Tribunal civil de Namur (octobre 1830) et en 1831, il est élu suppléant au Congrès national.
De 1832 à 1841, il consacre toute son énergie à son métier d'avocat, représentant notamment les intérêts de sa ville natale.
Délégué au congrès qui voit la naissance du Parti libéral en 1846, il est choisi par les électeurs namurois de cette tendance pour défendre les intérêts de leur arrondissement à la Chambre des représentants. Il y siège de 1848 à 1859 et à nouveau de 1864 à 1876, mais à partir de 1868, il se présente sur des listes catholiques.
À l'échelon local, il entre au collège communal en 1863, remplit un mandat d'échevin de 1864 à 1866 et, le 22 juillet 1867, succède en qualité de bourgmestre à François Dufer dont il poursuit la politique de démolition des fortifications de la ville.

### Publications scientifiques
En 1850, Xavier Lelièvre devient membre de la Société des sciences, des arts et des lettres du Hainaut et de la Société archéologique de Namur.
À partir de cette date, il consacre diverses études à l'histoire de l'ancien droit namurois, principalement publiées dans les Annales de cette dernière association. En voici la liste.
- 1852 : Questions de droit concernant les coutumes de Namur, Namur, A. Wesmael-Legros, IV + 465 pp.
- 1861-1862 : « De la juridiction ecclésiastique au comté de Namur », Annales de la Société archéologique de Namur, t. 7, pp. 47–57.
- 1861-1862 : « Questions de préséance. Le Conseil provincial et le Magistrat de Namur. Le conseil provincial et les Députés des États. Le Président du Conseil et le Gouverneur. Le Substitut du Procureur général du Conseil provincial et le Magistrat. La Collégiale Notre-Dame de Namur et le Chapitre de St-Aubain », ibidem, t. 7, pp. 58–67.
- 1861-1862 : « De la juridiction militaire au comté de Namur », ibidem, t. 7, pp. 130–143.
- 1861-1862 : « Conseil provincial de Namur », ibidem, t. 7, pp. 233–251.
- 1861-1862 : « De la punition des crimes et délits au comté de Namur. Suicide. Torture. Procédure en matière criminelle », ibidem, t. 7, pp. 349–374.
- 1863-1864 : « Institutions namuroises : le Gouverneur, les États et le Souverain Bailliage », ibidem, t. 8, pp. 1–26.
- 1863-1864 : « Institutions namuroises : la Presse, Publications ecclésiastiques, Liberté individuelle, Enseignement », ibidem, t. 8, pp. 101–128.
- 1863-1864 : « Institutions namuroises : Cour du magistrat. Cour des férons », ibidem, t. 8, pp. 369–382.
- 1865-1866 : « Institutions namuroises : Conseil provincial. Cour du Feix », ibidem, t. 9, pp. 152–170.
- 1865-1866 : « Institutions namuroises : Liberté civile des cultes. Cour de la Neuveville », ibidem, t. 9, pp. 152–170.
- 1865-1866 : « Institutions namuroises : Régime seigneurial. Liberté d'association », ibidem, t. 9, pp. 259–276.
- 1865-1866: « Institutions namuroises : Cour du Bailliage des bois. Avocats au Conseil de Namur. Cour de la Vénerie », ibidem, t. 9, pp. 321–339.
- 1868-1869 : « Institutions namuroises : Procureurs du comté de Namur. Notaires », ibidem, t. 10, pp. 97–110.
- 1868-1869 : « Institutions namuroises : Législation sur la pêche. Promesses de mariage », ibidem, t. 10, pp. 186–197.
- 1868-1869 : « Institutions namuroises : Privilèges accordés aux membres du Conseil provincial », ibidem, t. 10, pp. 369–378.
- 1868-1869 : « Institutions namuroises : Établissements de main-morte. », ibidem, t. 10, pp. 390–406.
- 1870 : « Institutions namuroises : Institutions judiciaires au comté de Namur », ibidem, t. 11, pp. 109–123.
- 1870 : « Institutions namuroises : Fabriques d'églises. Cimetières », ibidem, t. 11, pp. 233–246.
- 1870 : « Institutions namuroises : Droit de chasse au comté de Namur », ibidem, t. 11, pp. 358–376.
- 1872-1873 : « Institutions namuroises : Des prisons. Frais funéraires. Des officiaux », ibidem, t. 12, pp. 55–68.
- 1872-1873 : « Institutions namuroises : Le mariage au comté de Namur. Conseil privé ayant juridiction au comté de Namur. Police des bâtiments », ibidem, t. 12, pp. 158–172.
- 1872-1873 : « Institutions namuroises : Chemins publics au comté de Namur », ibidem, t. [12], pp. 260–272.
- 1872-1873 : « Institutions namuroises : Hôpitaux et tables des pauvres au comté de Namur. Bénéfice de plaider. Pro Deo. Liste des présidents du Conseil provincial de Namur, depuis 1491 », ibidem, t. 12, pp. 369–378.
- 1875 : « Institutions namuroises : Liberté de l'Église belgique. Enquête par turbes », ibidem, t. 13, pp. 36–54.
- 1875 : « Institutions namuroises : Invasion des Français dans le comté de Namur. Le duel au comté de Namur », ibidem, t. 13, pp. 137–152.
- 1875 : « Institutions namuroises : Position de la femme au comté de Namur. Lettres de rémission. Fortifications », ibidem, t. 13, pp. 261–276.

## Cursus honorum
- 1821 : 27 août. Au sortir de ses études secondaires, Xavier Lelièvre décroche la médaille d'or, distinction qui lui vaut d'être fêté en cortège par les rues de la ville de sa ville[1].
- 1825-1826 : à Louvain, deux de ses mémoires sont insérés dans les Annales universitaires.
- 1854 : 9 juin. Le chef de l'État le fait chevalier de son ordre[2].
- 1878 : dans sa traversée du faubourg de Salzinnes l'ancienne route de Fosses et actuelle chaussée de Charleroi reçoit son nom.
- 1912 : la rue du Chenil où se dressait sa demeure, à proximité de la place Saint-Aubain, est rebaptisée rue Lelièvre.